# Classe Nansen
Pour les articles homonymes, voir Nansen.

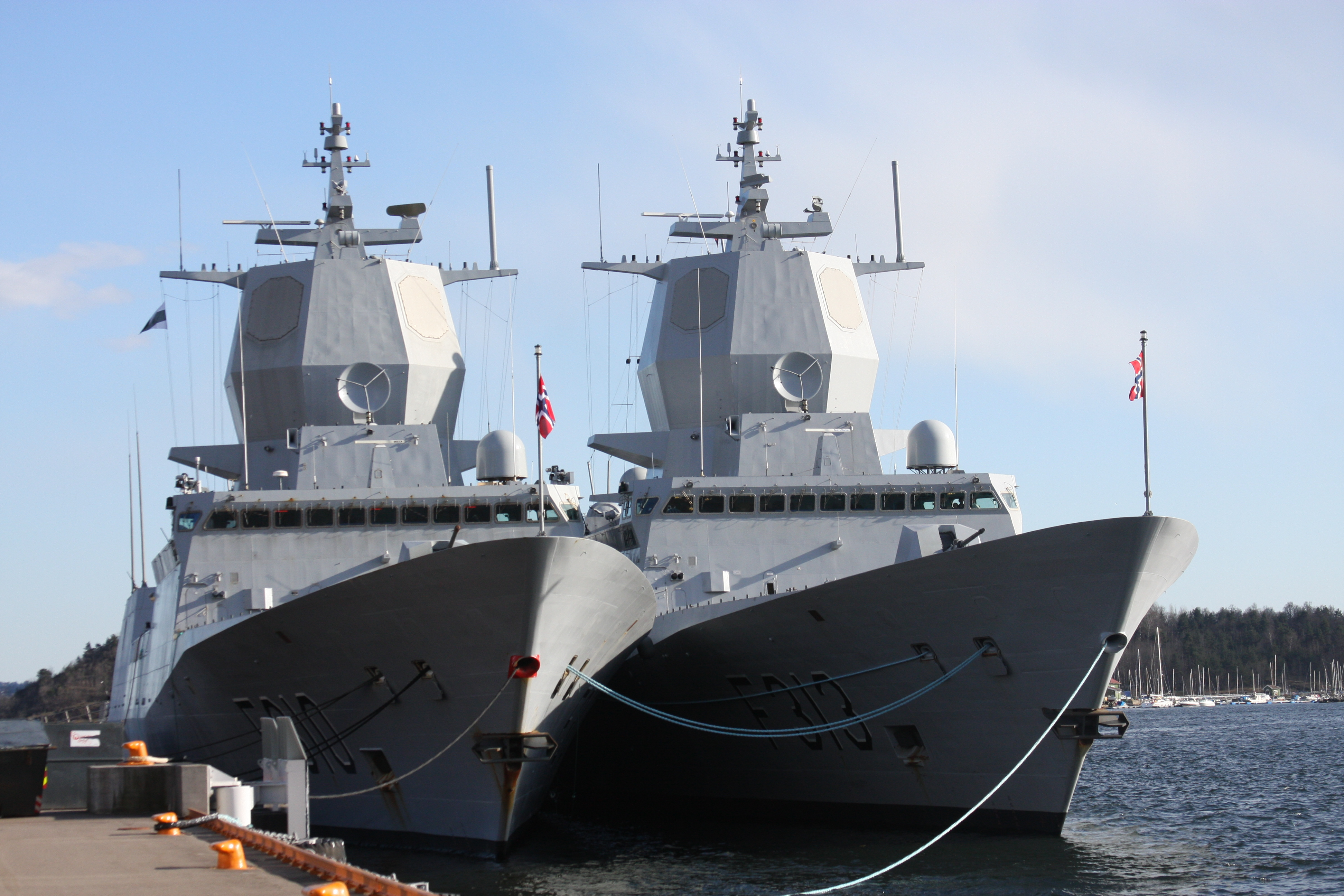
Frégates de classe Nansen.

La classe Nansen est une série de cinq frégates destinées à la lutte anti-sous-marine en service au sein de la Marine royale norvégienne. Elle remplace la classe Oslo et porte le nom de l'explorateur norvégien Fridtjof Nansen, attribué au premier navire de la série, le KNM Fridtjof Nansen. Les bateaux sont fabriqués en Espagne par les chantiers navals de l'entreprise Navantia.

## Caractéristiques
Longue de 133,25 mètres, ayant une largeur de 16,8 m, un tirant d'eau de 5,15 m et un tirant d'air de 32,25 m et affichant un déplacement de 5 290 tonnes en charge, cette classe de bâtiment armé par 122 marins  peut atteindre la vitesse de 26 nœuds. 
Elle est dotée notamment de 32 missiles surface-air RIM-162 ESSM dans huit silos d'un système de lancement verticaux Mark 41 avec la capacité de recevoir huit autres silos, de huit missiles antinavires Naval Strike Missile embarqués à partir de 2012, d'un canon Otobreda compact SR de 76 mm, de quatre mitrailleuses Browning M2 pouvant être installées dans des tourelleaux Sea Protector (un à l'origine) , de quatre tubes lance-torpilles Sting Ray et de deux canons à son. Des emplacements sont réservés pour recevoir éventuellement un système d'arme rapproché ou un canon de calibre 40 mm et un bruiteur remorqué Nixie.
L’équipement électronique comprend notamment un dérivé système de combat Aegis avec un radar tridimensionnel à balayage électronique à quatre faces planes SPY-1F américain n'ayant qu'une capacité de défense aérienne locale, deux radars de conduite de tir SPG-62, deux radars de navigation Litton Industries, un sonar de coque Thales Spherion MRS 2000 et un sonar remorqué Thales Captas 2. 
Elle embarque un hélicoptère NHIndustries NH90 (6 exemplaires commandés) depuis 2015.

## Historique
Cette classe a été commandée le 23 juin 2000 pour remplacer les frégates de la classe Oslo. Le coût total du « programme Nansen » est d'environ 21 milliards de couronnes norvégiennes soit 4 milliards par navire (ou environ 300 millions d'euros l'unité).
Cinq navires sont construits à Ferrol en Espagne par la société Navantia : le KNM Fridtjof Nansen, le KNM Roald Amundsen, le KNM Otto Sverdrup, le KNM Helge Ingstad et le KNM Thor Heyerdahl et 6 blocs ont été réalisés par les chantiers Bergen Yards de Bergen et Aker de Florø en Norvège pour chacun de ces bateaux ayant treize tranches. Ces bâtiments ont connu quelques problèmes de mise au point à la suite notamment d'une corrosion prématurée.
Le 8 novembre 2018, vers 3 h du matin GMT, le KNM Helge Ingstad est entré en collision avec le pétrolier sous pavillon maltais de 62 000 t Sola TS dans le fjord Hjeltefjorden (comté de Hordaland). Pour éviter son naufrage, la frégate est volontairement échouée près de la côte par l'équipage qui est entièrement évacué. L'accident fait huit blessés légers, le navire étant désormais hors-service.

## Liste des navires
Les navires sont nommés en l'honneur des explorateurs Fridtjof Nansen, Roald Amundsen, Otto Sverdrup, Helge Ingstad et Thor Heyerdahl.
| no coque | Nom                 | Commande     | Mise en chantier | Lancement        | Entrée en service actif | Retrait de service actif     |
| -------- | ------------------- | ------------ | ---------------- | ---------------- | ----------------------- | ---------------------------- |
| F310     | KNM Fridthof Nansen | 23 juin 2000 | 9 avril 2003     | 3 juin 2004      | 5 avril 2006            |                              |
| F311     | KNM Roald Amundsen  | 23 juin 2000 | 3 juin 2004      | 25 mai 2005      | 21 mai 2007             |                              |
| F312     | KNM Otto Sverdrup   | 23 juin 2000 | 25 mai 2005      | 28 avril 2006    | 30 avril 2008           |                              |
| F313     | KNM Helge Ingstad † | 23 juin 2000 | 28 avril 2006    | 23 novembre 2007 | 29 septembre 2009       | Hors service 8 novembre 2018 |
| F314     | KNM Thor Heyerdahl  | 23 juin 2000 | 23 novembre 2007 | 11 février 2009  | 18 janvier 2011         |                              |

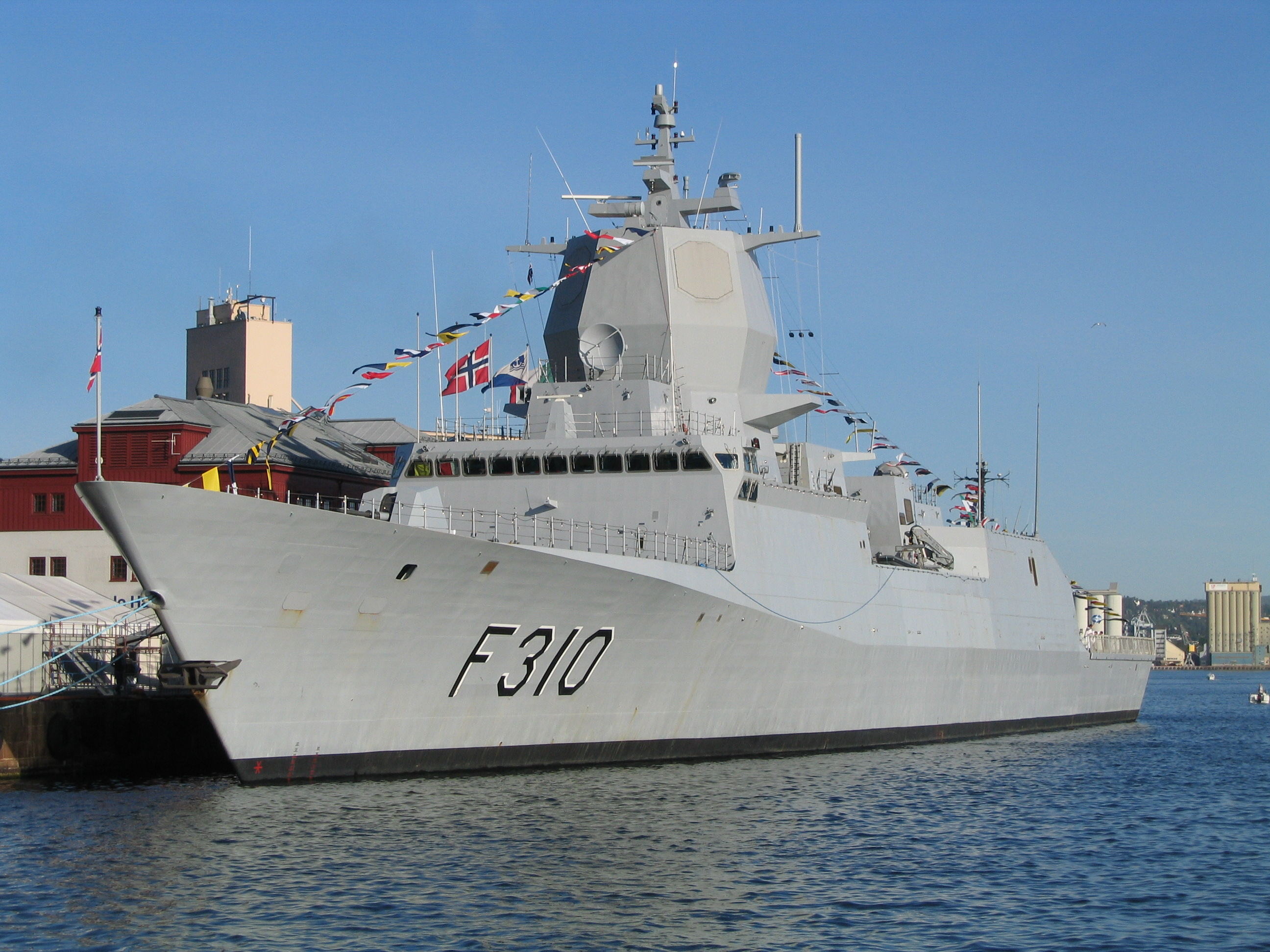
KNM Fridtjof Nansen
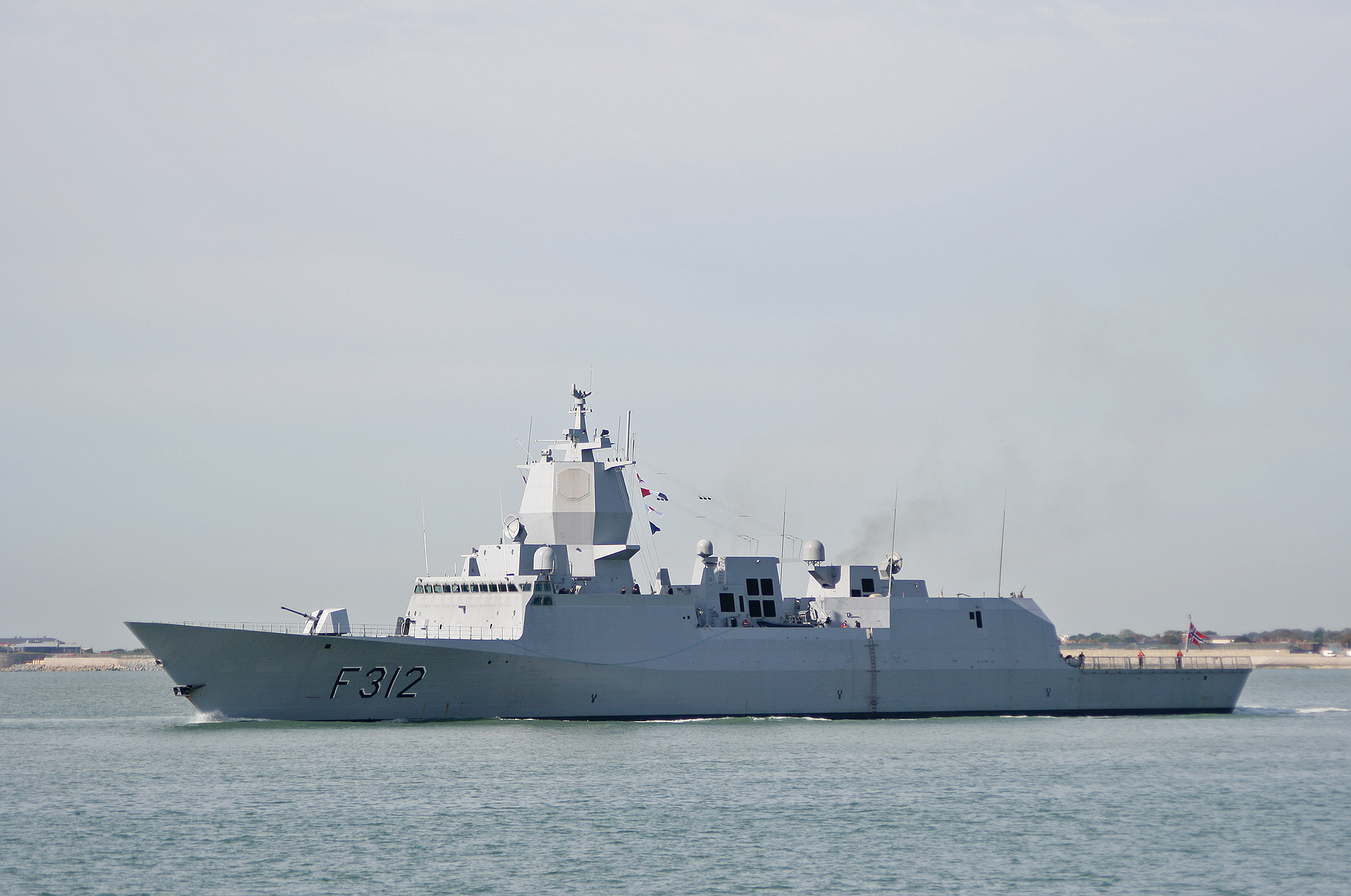
KNM Otto Sverdrup
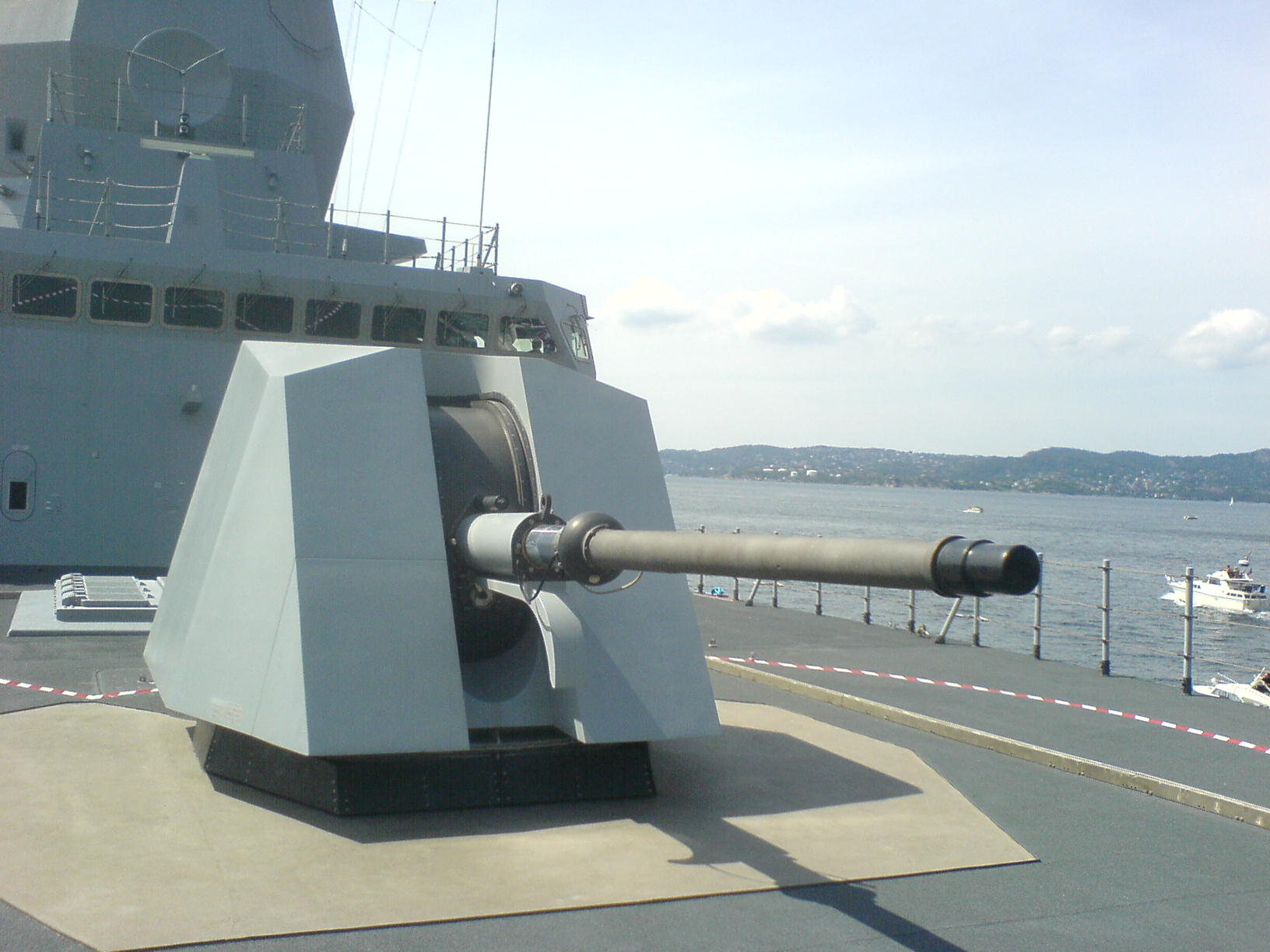
Canon Otobreda de 76 mm